# Fox Mulder
Fox William Mulder es el personaje principal de la serie de televisión The X Files, donde David Duchovny se encargó de interpretarlo. Es un agente especial del FBI y sus compañeros lo apodan «Spooky» (en español: «Siniestro») por sus creencias en fenómenos paranormales y en una conspiración por parte del Gobierno de los Estados Unidos (con la colaboración de otras potencias) para ocultar o negar la existencia de vida extraterrestre. Trabaja en los «Expedientes X», casos con circunstancias particularmente misteriosas y posiblemente sobrenaturales. Mulder considera que el mayor propósito de su vida son estos expedientes y revelar la mencionada conspiración.

## Biografía

### Primeros años de su vida y familia
Los padres de Fox Mulder son William Mulder y Teena Mulder (apellido de soltera Kuipers), nació el 13 de octubre de 1961. Tiene una hermana más joven, Samantha Mulder, que desapareció misteriosamente cuando tenía ocho años.
|  |  | William Mulder | William Mulder | William Mulder | William Mulder | William Mulder | William Mulder |  |  | Teena Mulder        | Teena Mulder        | Teena Mulder        | Teena Mulder        | Teena Mulder        | Teena Mulder        |  |  |
|  |  | William Mulder | William Mulder | William Mulder | William Mulder | William Mulder | William Mulder |  |  | Teena Mulder        | Teena Mulder        | Teena Mulder        | Teena Mulder        | Teena Mulder        | Teena Mulder        |  |  |
|  |  |                |                |                |                |                |                |  |  |                     |                     |                     |                     |                     |                     |  |  |
|  |  |                |                |                |                |                |                |  |  |                     |                     |                     |                     |                     |                     |  |  |
|  |  | Fox Mulder     | Fox Mulder     | Fox Mulder     | Fox Mulder     | Fox Mulder     | Fox Mulder     |  |  | Samantha Ann Mulder | Samantha Ann Mulder | Samantha Ann Mulder | Samantha Ann Mulder | Samantha Ann Mulder | Samantha Ann Mulder |  |  |

A los 11 meses de edad, pronuncia su primera palabra: JFK. Durante su infancia, suele jugar mucho con su hermana al béisbol (Fox normalmente juega de exterior derecho), montar en bicicleta, jugar a juegos de mesa y pasar mucho tiempo con su hermana. Fox también disfrutaba subiendo a los árboles y en una ocasión se encuentra cara a cara con una mantis religiosa en uno de ellos, gritando y resultando conmocionado ante el pensamiento de que algo tan horrible pudiera existir. Desde entonces, Mulder siente una intensa aversión por los insectos.
Aparentemente Mulder disfrutaba con la ciencia ficción en sus primeros años, ya que era fan de Star Trek (en una ocasión se vistió como el Sr. Spock). También le gustaba jugar al Stratego con su hermana y ver un programa de televisión llamado "El Mago". Durante su adolescencia, Mulder se encontraba muy entusiasmado con los viajes al espacio. Aunque afirma que nunca quiso ser un astronauta, parece sumamente encantado de conocer a un exastronauta durante una de sus investigaciones (episodio Space (1x09)) y admite que ver el lanzamiento del Transbordador Espacial satisfacía uno de sus sueños de la niñez.
El 27 de noviembre de 1973, Samantha Mulder desaparece misteriosamente, un suceso que marcará para siempre la vida del agente. Samantha es abducida mientras juegan al Stratego y discuten sobre que canal de televisión poner, estando sus padres esa noche fuera de casa. Fox estaba esperando para ver "El Mago", pero su hermana quería cambiar de canal con lo que se pelean. En ese momento Fox observa como el cuerpo de su hermana comienza a flotar y se dirige hacia una luz brillante en el exterior. Fox trata de alcanzar el arma de su padre pero es incapaz, y queda paralizado cuando ve a una figura con forma de extraterrestre en la entrada. Mulder accede a estos recuerdos gracias a una sesión de hipnosis con el Dr. Werber en 1989.

### Educación y carrera pre-Expedientes X
Mulder probablemente se gradúa en el instituto en la primavera de 1980, a no ser que se saltase o retrasase un año. No se conoce lo que hace entre 1980 y 1983. En 1983, Mulder entra en la Universidad de Oxford para estudiar psicología. Se gradúa con Summa cum laude en 1986.
Más tarde ese año, Mulder se une a la academia del FBI en Quantico (Virginia). Se sabe que Mulder entra al FBI —motivado por el deseo de investigar la desaparición de su hermana— el 24 de octubre de 1986, pero no está claro si ésta es la fecha en la que empieza su adiestramiento en Quantico o lo finaliza. Al graduarse en la academia, Mulder empieza a trabajar en la Unidad de Ciencias del Comportamiento (haciendo perfiles psicológicos de sospechosos) bajo el mando del agente Patterson. Mulder hace perfiles de asesinos en serie, incluyendo el de Monty Props, durante unos tres años. Durante este tiempo, Mulder se hizo célebre porque, a decir de sus compañeros y superiores, era el mejor realizando perfiles psicológicos de los más violentos asesinos, perfiles que casi siempre llevaban a su detención. Gracias a esto, a pesar de su reputación como "spooky", logró hacerse de cierto prestigio dentro del FBI, cosa que también le permitió hacerse de amigos muy poderosos dentro del gobierno. 
En algún punto, Mulder empieza a trabajar como agente de campo de la división de crímenes violentos con el agente Reggie Purdue. Durante el primer caso de Mulder como agente de campo, uno de los otros agentes del FBI muere, lo que hace a Mulder sentirse culpable por atenerse a las reglas e instrucciones del FBI, ya que sentía que le habían impedido salvar la vida de su compañero. Su compañero en crímenes violentos fue Jerry Lamana, cuya incompetencia y egoístas prioridades le llevan a perder pruebas que resultan en la mutilación de un juez federal (Ghost in the Machine (1x07)). En su posterior carrera en el FBI, Mulder ha mostrado siempre varios grados de indiferencia por las reglas e incluso podemos notar que le gusta desobedecerlas.
Fox Mulder parece ser un hombre de mucho talento y un extraordinario agente. Se graduó en la academia de Quantico con honores. Mulder ha recibido una Condecoración por Servicio Público. En Piloto (1x01), Scully dice que ha oído que Mulder es "brillante". Se hablaba de Mulder entre los agentes incluso mientras estaba en la Academia del FBI y se decía que estaba "tres pasos por delante" de los demás (Joven de Corazón (1x16)).

### Abriendo los Expedientes X
En mayo de 1989, Mulder es rociado con una droga experimental que causa alucinaciones y paranoia, lo que aumenta su interés por los extraterrestres y las conspiraciones. En el siguiente mes, Mulder experimenta una hipnosis regresiva en un intento de descubrir que sucedió cuando Samantha desapareció. Después de eso, Mulder comienza a mostrar un interés fanático en lo paranormal.
En 1990, aprende mucho sobre los Expedientes X del antiguo agente del FBI Arther Dales (Travelers (5x15)).
Mulder continúa trabajando en el departamento de Crímenes Violentos, persiguiendo sus intereses paranormales en su tiempo libre. A finales de 1991, Mulder reabre los Expedientes X y se convierte en el único agente en trabajar en ellos. Unos meses más tarde, en marzo de 1992, Dana Scully es asignada a los Expedientes X como compañera de Mulder.

## Trabajo en los Expedientes X

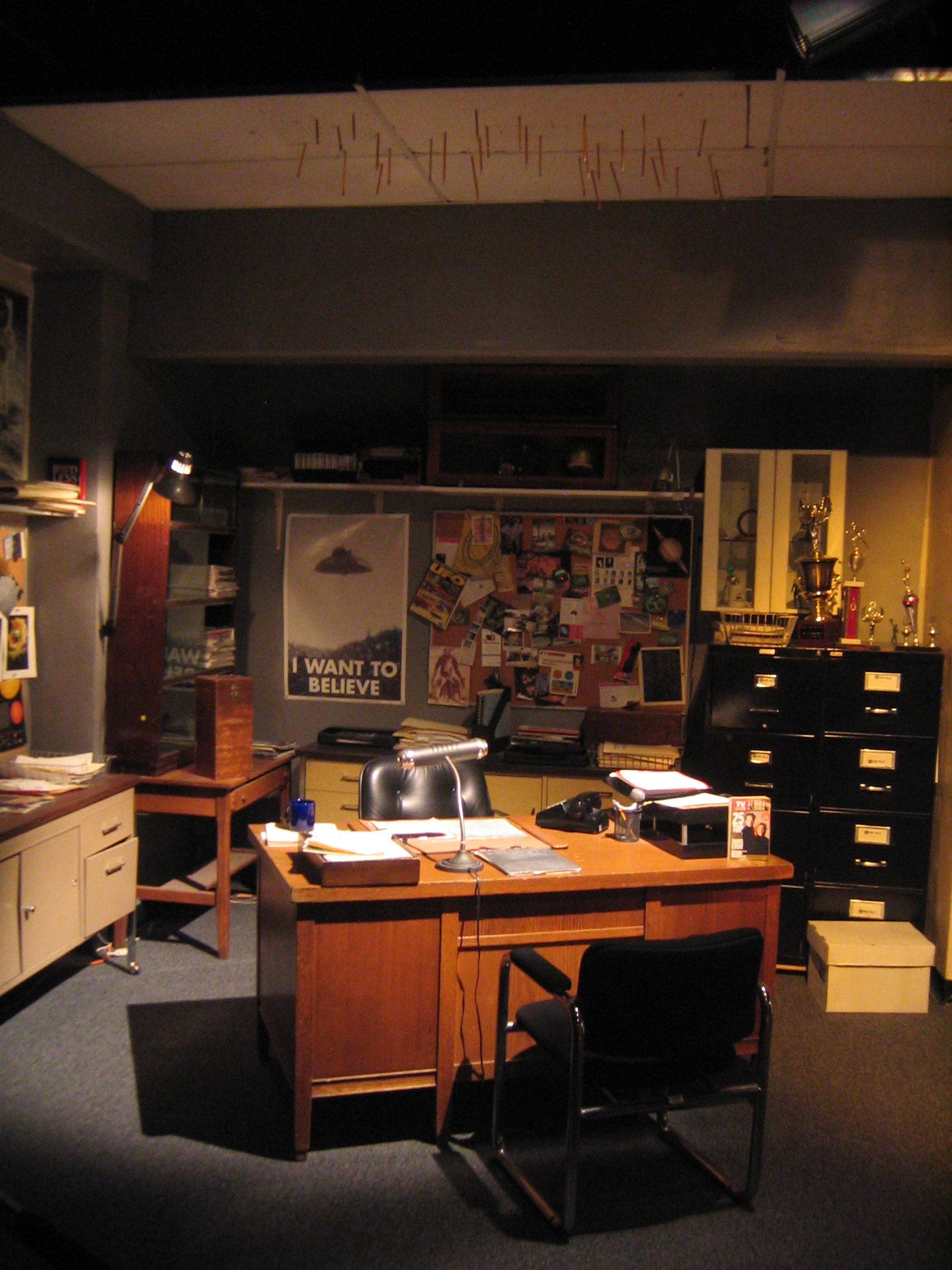
Una reproducción del despacho del agente Fox Mulder.

La oficina de Mulder en el sótano está decorada con fotografías, artículos de periódicos y otros materiales relacionados con las teorías de conspiraciones, vida extraterrestre, encuentros con fantasmas y otros fenómenos sobrenaturales. Lo más recurrente de esta decoración es un póster con un platillo volante en él y el texto "I want to believe" (Quiero creer). Los cajones de Mulder están llenos de informes de Expedientes X antiguos y recientes, y es capaz de encontrar el informe que necesita extraordinariamente rápido basándose en algún pequeño detalle que recuerda. Mulder es consciente de que su jefe, el director Adjunto del FBI Walter Skinner, es escéptico respecto a su trabajo y de que otros agentes del FBI lo ridiculizan por "ir a la caza de hombrecillos verdes".
Mulder investiga varios casos de naturaleza paranormal o extraña con la Agente Scully, quien inicialmente es escéptica. Mientras que Mulder acepta rápidamente la posibilidad de que, por ejemplo, un poltergeist cause la muerte de una persona, Scully busca explicaciones científicas. El objetivo final de Mulder es descubrir lo que él cree que es una conspiración del gobierno para ocultar la verdad sobre los extraterrestres, así como descubrir lo que le sucedió a su hermana.
Mulder dirige algunas de sus investigaciones con un flagrante desacato por las normas y reglas, incluso rompiendo en algunos casos la ley. Ha acusado a la dirección del FBI de esconder la verdad, y se ha infiltrado en bases de las Fuerzas Áreas Estadounidenses y otras instalaciones secretas, dando lugar a que se investigue de su comportamiento, se le suspenda y sea detenido por los militares en más de una ocasión.
Mulder ha tenido varios informantes con puestos importantes en el gobierno. Garganta Profunda fue el primero, seguido por Mr. X y Marita Covarrubias. Cada uno de ellos ha suministrado a Mulder valiosa información, e incluso le han salvado la vida. No se conoce casi nada sobre la verdadera identidad de Garganta Profunda y Mr. X, incluyendo sus nombres reales.
Después de que Scully sea secuestrada y devuelta en la segunda temporada, Mulder tiene esperanzas en que empiece a creer en extraterrestres y conspiraciones del gobierno, pero Scully se aferra a su confianza en la ciencia. Con el tiempo, Scully se vuelve más receptiva hacia la idea de una conspiración e incluso llega a compartir las ideas de Mulder, aunque siempre intentando justificarlas con los métodos científicos que conoce. En un momento dado, Mulder se convence de que no existe ninguna conspiración y de que han estado jugando con él, cambiando los roles de escéptico y creyente con su compañera. Finalmente, Scully consigue convencer a Mulder de que es falso y que estaba siguiendo los planes de la conspiración creyendo esto.
Finalmente, Scully se convierte en la persona de más confianza para Mulder gracias a las experiencias compartidas durante sus investigaciones. Ellos siempre han mantenido una relación platónica y, aunque siempre han sido amigos muy íntimos, no pasa a ser algo más hasta las últimas temporadas de la serie (tienen un hijo en común) y tras el final permanecen juntos, demostrando que su relación es estable y pertenecen el uno al otro. También es digno de mención que Mulder y Scully se llaman casi siempre por sus apellidos. Mulder odia cuando alguien se dirige a él por su nombre, pero aunque Scully no tiene tal aversión, Mulder sigue usando su apellido.
Durante todo su trabajo, Mulder antagoniza con El Fumador (Cigarrete Smoking Man) y con el Hombre Bien Arreglado (Well-Manicured Man) que son figuras muy importantes de la conspiración. Ambos han suministrado a Mulder alguna información, pero nunca han sido enteramente sinceros, y Mulder nunca olvida la posibilidad de que estas personas solo estén jugando con él. Mulder también odia a Alex Krycek, un agente de la conspiración que trabaja brevemente con Mulder en el FBI como un infiltrado (segunda temporada), asesina a su padre y trata de matar a Mulder en más de una ocasión.
En algunas ocasiones, Mulder requiere de la ayuda extra de Los Pistoleros Solitarios (The Lone Gunmen), tres teóricos de la conspiración que publican un periódico de poca tirada y que son expertos en diferentes campos, entre ellos el pirateo informático. Mulder confía plenamente en Los Pistoleros solitarios.
Mulder tiene una relación tensa con sus padres a causas los Expedientes X. Descubre que su padre participó en la conspiración, pero Bill Mulder es asesinado de un disparo (Anasazi (2x25)) antes de que Mulder pudiera descubrir mucho sobre su implicación exacta. Durante los años siguientes, Mulder entra en conflicto varias veces con su madre mientras trata de descubrir si ella está ocultando información, y ella también muere más adelante, tras un obvio suicidio (Sein und Zeit (7x11)). Finalmente, Mulder también descubre parte de la verdad sobre su hermana: Samantha fue secuestrada por los militares, como parte de la conspiración y le fueron practicadas varias pruebas. Mulder nunca descubre los detalles, aunque, todo apunta a que su hermana fue sometida a experimentos genéticos para crear híbridos de extraterrestre y humano, que huyó de sus captores, fue recogida por un sheriff y llevada a un hospital del que desapareció, transformada en espíritu por unos entes espirituales conocidos como Walkin.
Durante sus últimos años de trabajo en los Expedientes X, Mulder es incluso forzado a dudar de que Bill Mulder sea su verdadero padre. Considera la posibilidad de que su madre tuvo una aventura con el Fumador quien podría ser el verdadero padre de Mulder. El hecho es insinuado y Jeffrey Spender, quien ciertamente es el hijo del Fumador, considera a Mulder como su hermanastro. Durante la novena temporada (William (9x16)), aprovechando que está desfigurado por un disparo en la cara, Spender se hace pasar por Mulder. Esto lleva a Scully a analizar su ADN, dando como resultado que se trata de Mulder. Esto demuestra definitivamente que Spender y Mulder son hermanastros y que el Fumador es el verdadero padre de Mulder.
Mulder también es secuestrado por los extraterrestres (Requiem (7x23)) y devuelto a la Tierra, muerto, unos meses más tarde. Había sido infectado con un virus extraterrestre, pero Scully descubre una forma de salvarle (Deadalive (8x15)). Vuelve al trabajo por un breve período, pero es finalmente despedido por el recién ascendido Director Adjunto Kersh (Vienen (8x18)). Después de que Scully dé a luz a su hijo, William Mulder se esconde en Nuevo México.
Tras más o menos un año escondiéndose, Mulder recibe información de una fuente anónima sobre como infiltrarse en una instalación secreta que contiene información acerca de la conspiración (The Truth (9x19)). Lo hace, obtiene alguna información crucial y es arrestado por la seguridad de la base después de una lucha con Knowle Rohrer, un Super-Soldado, es decir, un hombre convertido en extraterrestre y que es imposible de matar por métodos normales. Aun así, Mulder consigue electrocutar a Rohrer, lo cual no le mata, pero lleva a Mulder ante un tribunal militar, acusado del asesinato de Rohrer. A pesar de una defensa organizada por Skinner con numerosos testigos, los jueces (los cuales se insinúa que trabajan al menos parcialmente para la conspiración) sentencian a Mulder a pena de muerte. Mulder escapa de la prisión con la ayuda de varias personas, entre ellas su anterior jefe, el director Asistente Walter Skinner y su exjefe, quien lo despidiera del FBI tiempo atrás, Alvin Kersh y huye con Scully, todavía negándose a divulgar lo que descubrió en la instalación militar. Finalmente los agentes se reúnen con El Fumador que repite lo que Mulder ha descubierto: el 22 de diciembre de 2012, comenzará una colonización extraterrestre de la Tierra y la humanidad será aniquilada. El último capítulo de la serie termina con escenas de Mulder y Scully hablando acerca de los recientes eventos.

## Personalidad
Fox Mulder tiene miedo al fuego (Pirofobia). Este miedo se origina en un incidente de la infancia cuando la casa del mejor amigo de Mulder se incendia y pasa la noche entre los escombros para ayudar a protegerla de los saqueos (Fire (1x11)).
Mulder casi nunca duerme en una cama. La habitación de su apartamento la utiliza como almacén y duerme en un sofá (a menudo mientras ve la televisión). Es usual que se quede levantado toda la noche o duerma sólo un par de horas mientras trabaja en un caso que le interesa, igual que el famoso detective Sherlock Holmes, que era conocido por su periodos de frenética actividad mientras trabajaba en un caso. En tales casos se vuelve bastante hiperactivo y no parece necesitar dormir mucho, aunque algunas veces ha padecido de insomnio debido a imágenes de espantosas historias. Durante un breve periodo Mulder duerme en una cama de agua (Dreamland I (6x04) y Dreamland II (6x05)) en su apartamento, pero tras un pinchazo que le hace llegar tarde a una reunión (Monday (6x14)) vuelve a dormir en el sofá.
Uno de los mayores intereses de Mulder es la pornografía. Lee revistas como "Adult Video News" o "PlayPen" y suele ver cintas pornográficas de video cuando se aburre o para dormir. Aparentemente a Mulder no le avergüenzan estas aficiones, incluso bromea sobre su colección de videos y revistas.
Mulder tiene una extraordinaria memoria, y en una ocasión menciona que está "maldecido con una memoria fotográfica". Cuando se entera de sucesos extraños, instantáneamente puede recordar si ha oído sobre algo similar antes, y a menudo puede nombrar inmediatamente un caso relacionado que tuvo lugar años atrás. Incluso frases tan oscuras como "se esconde en la luz" provocan recuerdos de Mulder de acontecimientos previos (Folie à Deux (5X19)). Ha sido capaz de reconocer a gente por fotografías a las que sólo le había echado un vistazo unas horas atrás, citar pasajes de la tesis de Scully literalmente, e incluso se llega a ganar la confianza de un informante diciendo cuantos home runs había logrado Mickey Mantle -jugador de béisbol americano de los Yankees de Nueva York (The unnatural (6x19)) considerado uno de los mejores de todos los tiempos-.
Tiene un cierto interés por el béisbol y el baloncesto.
Afirma que su "santísima trinidad" de héroes, está compuesta por Willie Mays (exjugador de béisbol considerado el mejor jugador vivo), Frank Serpico (primer oficial de policía que testificó contra la corrupción policial), y Micah Hoffman (personaje de ficción creado para un episodio). 
Parece estar familiarizado, y quizá tener interés, por la Contracultura de los 60 (Hollywood A.D. (7x19)).

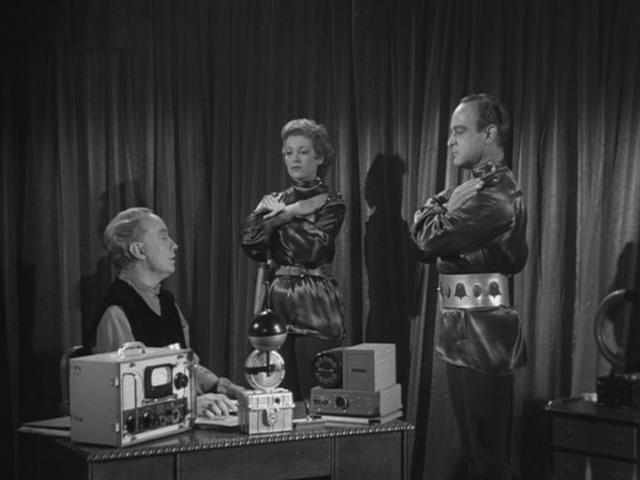
Escena de "Plan 9 from Outer Space".

Ha visto "Plan 9 from Outer Space" 42 veces, y afirma que la película es tan mala que apaga los centros de lógica de su cerebro y le permite hacer saltos lógicos intuitivos.
Su etnia y afiliación religiosa nunca son directamente reveladas, pero hay varias pistas de que supuestamente es un Judío (Drive (6x2)). En esa ocasión, un sujeto le pregunta a Mulder si es judío, argumentando que el apellido "Mulder" sonaba judío. Mulder nunca dio una respuesta concreta a esta pregunta. A pesar de creer en una variedad de fenómenos paranormales, Mulder parece no profesar ninguna religión en el sentido convencional de la palabra. Parece tener poca paciencia con los fundamentalistas religiosos, y a veces es muy escéptico ante creencias religiosas "tradicionales" (Revelations (3x11)).
Mulder está muy acostumbrado a tener un teléfono móvil hasta el punto de que en el episodio "Home"
(4x2)  Scully le dice: "Mulder, si tuvieras que estar sin tu teléfono móvil durante cinco minutos caerías en una esquizofrenia catatónica".
Mulder raramente bebe alcohol y en los pocos casos en los que lo hace está tan borracho que se comporta de una forma nada usual en él, sugiriendo un bajo nivel de tolerancia. En su lugar Mulder prefiere té helado o zumo de naranja. En cuanto a comida, le gustan mucho las semillas de girasol. Fuera de esto, las preferencias de Mulder en cuanto a comidas no quedan claras, aunque parece realmente feliz de comer lo que sea que caiga en sus manos cuando está hambriento.
Las dos mujeres más importantes que ha conocido antes de los Expedientes X han sido Diana Fowley y la inspectora Phoebe Green. Fowley se siente atraída por Mulder, y es posible que hayan tenido una relación en el pasado cuando ella trabajaba junto a él en los Expedientes X (los abandonó de forma imprevista).
Además, Mulder tiene un sentido de la orientación bastante pobre - a veces va por los pasillos equivocados en un edificio y no sabe usar un mapa muy bien. Asimismo, Mulder no se encuentra cómodo en el campo y realmente no le gusta la naturaleza. Mulder desaprueba el uso de drogas durante el tratamiento de desórdenes psicológicos y dice que él no es freudiano.
La persona que Mulder más desprecia en el mundo es Alex Krycek, implicado en los asesinatos de su padre, Bill Mulder, y de la hermana de Scully, Melissa.
Mulder tiene un acuario en su apartamento y Scully a menudo alimenta a sus peces cuando él está fuera o no puede volver para alimentarlos.

## Apariciones

### Temporadas 1 a 11
- Todos los episodios menos "Three of a Kind" (6x20), aunque es mencionado.

### Temporada 8
- "Within" (8x01)
- "Without" (8x02)
- "The Gift" (8x11)
- "Per Manum" (8x13)
- "This Is Not Happening" (8x14)
- "Deadalive" (8x15)
- "Three Words" (8x16)
- "Empedocles" (8x17)
- "Vienen" (8x18)
- "Alone" (8x19)
- "Essence" (8x20)
- "Existence" (8x21)

### Temporada 9
- "The Truth" (9x19 y 9x20)